# Das süße Mädel
Das süße Mädel ist eine Operette in drei Akten des Komponisten Heinrich Reinhardt; für das Libretto zeichneten Alexander Landesberg und Leo Stein verantwortlich. Dieses Werk hatte am 25. Oktober 1901 im Beisein von Komponist und Librettisten im Wiener Carltheater Premiere. Es markiert den Höhepunkt (bzw. das Ende) der goldenen Operettenära und steht am Anfang der silbernen.
Mehrere Lieder aus dieser Operette erreichten bei den zeitgenössischen Zuschauern bzw. Zuhörern beinahe Schlager-Status.
An der Uraufführung war unter anderem auch der Schauspieler Wilhelm Bauer beteiligt.

## Handlung
1. Akt – Atelier des Malers Florian Lieblichs
Eine fröhliche Gesellschaft wartet auf Lola Winter, die Geliebte Hans von Liebenburgs, und lästert derweilen zum Zeitvertreib über Abwesende und Florian Lieblichs Bilder. Als Lola Winter erscheint, singt sie das Lied „So g'wachsen wie a Bamerl“. Unerwartet trifft auch der Onkel von Hans ein. Graf Balduin von Liebenburg wird begleitet von seinem böhmischen Sekretär, Prosper Plewny.
Graf Balduin befiehlt Hans auf den gräflichen Landsitz in Oberösterreich, um dort dessen Cousine Lizzi zu heiraten. Um den gesellschaftlichen Schein zu wahren, werden alle Anwesenden (meist Künstler und Bohémiens) dem Onkel gegenüber als Festkomitee eines Wohltätigkeitsfestes ausgegeben. Hans stellt seine Geliebte, Lola Winter, und den Maler Florian Lieblich dem Onkel als Florian von Ebenstreit nebst Gemahlin vor und bittet um deren Einladung auf den Landsitz.
Zufällig erfährt Fritzi Weyringer von diesem Vorhaben und will – eifersüchtig geworden – Florian nicht weglassen; doch Lola kann sie überreden, dann doch einzuwilligen.
2. Akt – Saal des Landsitzes von Graf Liebenburg
Anlässlich der Festlichkeiten zur anstehenden Hochzeit macht Graf Balduin Lola Winter den Hof. Dabei wird er von Florian, den der Graf für deren Ehemann hält, ertappt. Inzwischen haben sich Hans und Lizzi ausgesprochen und darauf verständigt, sich keinesfalls zu heiraten. Eine Ehe mit Hans forciert dahingegen aber Lola (Duett: „Mein Lieber, Sie benehmen sich“). Überraschend taucht nun Fritzi auf und das verwirrt wiederum den Diener Klapper, welcher der Meinung ist, Florian sei Lolas Ehemann. Eifersüchtig, misstrauisch und um das ganze Geschehen im Blick zu haben, versteckt sich Fritzi im Likörschrank.
Kurze Zeit später wird sie (Fritzi) Zeugin einer Liebesszene zwischen Lizzi und Prosper und als zufällig Florian dazukommt, singen sie das Terzett „Sie sind kein Mann“. Florian findet nun Fritzi im Schrank. Graf Balduin aber hält nun die ihm unbekannte Frau für die Geliebte seines Neffen. Er lädt sie ein zu bleiben, da er den leisen Verdacht hegt, es könnte sich dabei um eine illegitime Tochter von ihm handeln. Auch deswegen drängt er Hans zur Heirat mit der Cousine Lizzi.
Die Anspielungen des Onkels irritieren Hans, welcher zu dem Schluss kommt, dass dieser sein Verhalten gegenüber Lola durchschaut. Das Walzerlied „Launische Dame, Glück ist dein Name“ und eine fröhliche Ballszene beenden diesen Akt.
3. Akt – Boudoir der Villa von Lola Winter
Da Hans seine Cousine Lizzi nicht heiraten möchte, ist er vom Landsitz seines Onkels geflohen. In der Stadt begibt er sich zu Lola um ihr endlich einen Heiratsantrag zu machen. In der Villa Lolas trifft er auch auf Florian und Fritzi, die sich versöhnt haben (Duett: „Warum verziehst Du Deinen Mund?“).
Graf Balduin leidet Gewissensbisse, weil er Lola zu einer Affaire überreden wollte und auch wegen Fritzi, die er immer noch für seine illegitime Tochter hält. Daher ist es für Hans nicht schwer, seinen Onkel aufzuklären und ihn zu bitten, Lola und Prosper heiraten zu lassen. Auch Fritzi bekommt den gräflichen Segen nebst einer gediegenen Aussteuer und darf ihren Florian heiraten. Zur großen Freude Aller ergibt sich nämlich, dass nicht Fritzi eine Tochter Graf Balduins ist, sondern der Diener Prosper gibt sich als illegitimer Sohn zu erkennen.